# Vicente Bogo
Vicente Joaquim Bogo (Rio do Oeste, 1957) é um professor e político brasileiro.
De uma família de 12 irmãos criados na agricultura. Estudou com os Salesianos de Dom Bosco (1971 a 1980).
Licenciado em Ciências e Matemática (licenciatura curta); Licenciado em Filosofia e Psicologia (licenciatura Plena); Pós-graduado em Educação com Especialização em Administração Escolar; Pós-graduado em Filosofia Política e Pós-graduação em Sociologia (UFRGS). Dedica-se ao estudo da Ontopsicologia. Lecionou em todos os níveis de ensino. Lecionou no Colégio Santa Rosa de Lima (LIMINHA) em Santa Rosa; na FIDENE - Fundação de Integração e desenvolvimento do Noroeste do Estado do RS, mantenedora da atual UNIJUÍ; FARS - Fundação dos Administradores do RS; na FIJO - Fundação Irmão José Otão, da PUC/RS; na ULBRA - Universidade Luterana do Brasil (Canoas) e, no momento,  no curso de Pós-graduação em Alta Política nas Faculdades Monteiro Lobato, em Porto Alegre.
Presidiu o Diretório Acadêmico Jarbas Passarinho (DAJAPA), depois redesignado para Diretório Acadêmico Paulo Freire (DAPAFRE) da Faculdade de Filosofia, Ciências e Letras Dom Bosco de Santa Rosa - RS.
Criou o primeiro cursinho pré-vestibular (1982) da região de Santa Rosa.
Foi Assessor de Comunicação e Educação da COTRIROSA - Cooperativa Tritícola Santa Rosa Ltda, de Santa Rosa (1982 - 1984). E, Assessor Educacional dos Sindicatos dos Trabalhadores Rurais da Grande Santa Rosa (1984 - 1986).
Iniciou sua carreira política no ano de 1982, na cidade de Santa Rosa, como vereador suplente. Em 1986 elegeu-se deputado federal constituinte, atuando na defesa do segmento agrário, empresarial e da cidadania. Na Assembleia Nacional Constituinte apresentou 111 projetos (emendas) obtendo a aprovação de 32. A mais relevante foi a que assegurou o direito de aposentadoria aos Trabalhadores Rurais (homens e mulheres). Em 1988 esteve entre os fundadores do PSDB Nacional e no Rio Grande do Sul.
Exerceu o mandato de vice-prefeito de Santa Rosa de 1993 até 1994. Neste ano, elegeu-se vice-governador do Rio Grande do Sul, na chapa de Antônio Britto, cargo que exerceu de 1995 a 1998. Substitui o governador no exercício do governo 101 vezes. Enquanto Vice-governador, dentre outras contribuições, estruturou o RECONVERSUL (Programa de Revitalização da Metade Sul do RS). Procurado pelas principais lideranças do cooperativismo gaúcho encaminhou a criação do RECOOP (Programa de Revitalização das Cooperativas Brasileiras) no Governo de Fernando Henrique Cardoso. Entre 1999 e abril de 2006, atuou na presidência do Sindicato e Organização das Cooperativas do RGS e Serviço Nacional de Aprendizagem do Cooperativismo (OCERGS-SESCOOP/RS). Em 2002, foi candidato a senador pelo PSDB em dobradinha com Odacir Klein (PMDB). De 2007 a 2011 presidiu a BAGERGS (Banrisul Armazéns Gerais S.A.). Desde 2007 tem se dedicado a estudar biotecnologia de soluções não químicas, desenvolvida pelo Dr. Pierluigi Semenza (físico-químico Italiano). Entre 2013 a 2015 foi consultor da Prefeitura Municipal de Viamão, onde colaborou na preparação de vários projetos de lei (Proteção dos Animais; Cooperativismo e Associativismo) e na organização de várias organizações sociais (Cooperativa Mista Campos de Viamão Ltda; Cooperativa dos Catadores, etc.).
Articulista em vários jornais(O ALERTA, de Santo Cristo; O NOROESTE, de Santa Rosa; JORNAL FLORESTA, de Porto Alegre).
Desde abril de 2015 atua como secretário do CODESUL/RS (Conselho de Desenvolvimento e Integração Sul).